# Mabopane
Mabopane è una zona periferica del Sud Africa che si trova nella municipalità metropolitana di Tshwane, a nord di Pretoria, capitale amministrativa del Sudafrica, nella provincia di Gauteng.
Mabopane è suddiviso in 16 aree chiamate blocchi, i cui nomi provengono da lettere dell'alfabeto o nomi geografici di stati (Libano) o città (Beirut) già esistenti.

## Storia

### Proclamazione
Mabopane è stato proclamato insediamento residenziale per soli neri nel 1959 dall'allora amministrazione della provincia del Transvaal. Prima della sua proclamazione, l'area era sotto l'amministrazione del governo del Transvaal, ed erano poco più che pascoli con piccole comunità nei villaggi di Boukenhoutfontein (che in seguito divenne il Blocco A), Winterveldt e Hebron. I primi residenti di Boukenhoutfontein furono vittime di trasferimenti forzati da alcune zone vicine a Pretoria. Grazie ad alcuni finanziamenti furono costruiti i primi fortini simili a quelli che si trovano nel sobborgo di Soweto, a cominciare dal Blocco A. Gli edifici di Mabopane sono progettati secondo la classe sociale di coloro che avrebbero dovuto andare ad abitarci.

### Bophuthatswana
Mabopane ha fatto parte del bantustan (territori del Sudafrica e della Namibia assegnati alle etnie nere dal governo sudafricano nell'epoca dell'apartheid) di Bophuthatswana (bantustan istituito dal governo sudafricano durante l'epoca dell'apartheid come riserva per l'etnia tswana) dal 1977 al 1994. Alcune zone di Mabopane, divennero Soshanguve (distretti) per ospitare i residenti non tswana (gruppo etnico dell'Africa meridionale) di Mabopane durante il dominio Bantustan. Molte organizzazioni e progetti hanno avuto inizio sotto la presidenza di Lucas Mangope del Bophutatswana, tra cui un college di formazione, un ospedale, progetti abitativi in aree oggi conosciute come Beirut e Libano, una prigione e nuove scuole superiori; mentre lo stadio è stato spostato ed è stata costruita un'autostrada tra Mabopane e Garankuwa (un grande insediamento situato a circa 37 km a nord-ovest di Pretoria). Questi sono alcuni dei progetti che Mangope ha istituito per migliorare la vita della gente di Mabopane. I residenti che non parlavano la lingua tswana hanno rifiutato di essere incorporati nel Bophuthatswana e hanno combattuto per rimanere sotto il dominio di Pretoria.
Il tratto ferroviario che andava dalla stazione ferroviaria di Mabopane attraverso il comune fungeva da linea di demarcazione tra Soshanguve, sobborgo situato a circa 30 km a nord di Pretoria e Mabopane e in seguito divenne una linea di confine tra Pretoria e Bophuthatswana. Gli anni '90 hanno visto l'inizio del declino di Mabopane. Nel tentativo di ristrutturare i comuni per essere inclusivi, il nuovo governo ha anche messo da parte quelle istituzioni che credeva simboleggiassero la complicità di Mangope con il governo dell'apartheid, con la cessione dello stadio che era soprannominato "Stadium sa Mangope" ("lo stadio che appartiene a Lucas Mangope") che denota un sentimento negativo nei confronti della struttura.
Nei giorni dell'apartheid Mabopane era una base attiva per coloro che mobilitavano i lavoratori contro il governo. I tempi erano duri, in particolare a metà degli anni '80, quando le autorità locali mantennero il potere. Mabopane Square era il luogo di ritrovo di attivisti e comunisti che protestavano contro il governo. Le rivolte scolastiche furono abbondanti e la più importante fu la rivolta studentesca del 1976, durante la quale diverse sale dell'amministrazione comunale del distretto sono state bruciate e il deposito degli autobus è stato vandalizzato.
Per quanto Mabopane non fosse molto conosciuta durante l'era dell'apartheid, le chiese di Boekenhoud hanno avuto grande importanza nel garantire che le persone avessero spazi sicuri per tenere le loro riunioni senza destare sospetti alla polizia.

### Dopo l'apartheid
Con la democrazia in arrivo all'inizio degli anni '90, il volto di Mabopane iniziò a cambiare. Le vecchie autorità furono sostituite con nuovi leader. Con l'avvento del nuovo millennio, Mabopane ha visto una nuova crescita e riparazioni e manutenzione delle sue infrastrutture.

## Geografia
Il clima è subtropicale.

## Società

### Evoluzione demografica
La maggior parte dei residenti è di fede cristiana con la presenza di alcune sette. Le fedi non cristiane, in minoranza, includono l'Islam.
Mabopane, come la maggior parte dei distretti del Sudafrica, ha una vasta gamma di gruppi di reddito. La classe alta del distretto, in quanto minoranza, gode di basse tasse sul valore delle proprietà. La classe superiore è paragonabile alla classe media in qualsiasi paese sviluppato.
La maggior parte dei residenti nel distretto fa affidamento sui mezzi pubblici per spostarsi e questo avviene attraverso la ferrovia, gli autobus e i taxi. I treni di solito portano i residenti che lavorano alla principale area industriale di Pretoria, mentre i taxi vengono utilizzati per i viaggi locali. Il trasporto verso la città principale avviene tramite i taxi più grandi che trasportano 14-22 passeggeri. Circa il 20% dei cittadini possiede un'auto.
Le lingue a Mabopane hanno principalmente origini bantu. Fra queste, la stragrande maggioranza dei residenti parla la lingua Tswana.

## Il governo locale
Mabopane fa parte del comune della città di Tshwane (Pretoria) nella provincia di Gauteng.
I residenti godono di agevolazioni fiscali sulle proprietà, sconti sull'elettricità e sui servizi idrici. Il governo locale si è impegnato nella pulizia e nella manutenzione di Mabopane Square e dei suoi giardini circostanti. Il governo locale, tuttavia, è lento nel migliorare le infrastrutture di Mabopane. Molte strade non sono asfaltate, i tombini sono aperti e c'è mancanza di sicurezza.

## Formazione scolastica

### Scuole primarie e superiori a Mabopane
A Mabopane sono presenti 13 scuole primarie e 6 scuole superiori.

### Istruzione superiore
C'è solamente un'università pubblica, la Tshwane South College, precedentemente nota come MANPOWER. Offre una media varietà di corsi, principalmente materie di abilità rudimentali, di base e tecniche. Non è possibile ricevere alcun titolo di studio se non un certificato nazionale accreditato da Umalusi, consiglio che stabilisce e controlla gli standard per l'istruzione e la formazione generale in Sudafrica. C'è un alto tasso di fallimento in questo campus rispetto ad altre università.
Ci sono altri due istituti di istruzione e formazione a Mabopane che offrono il trasferimento di competenze principalmente ai residenti disoccupati, agli anziani e alle donne.

## Mercati e centri commerciali
Il Central City Shopping Center è il più grande centro commerciale di Mabopane, seguito dal complesso commerciale Morula View e dal Mabopane Square. Mabopane Online è il primo mercato online del distretto.